# Petr Francán
Petr Francán (* 28. března 1973 Brno) je český fotograf, filmový dokumentarista a pedagog, v letech 2016–2024 děkan Divadelní fakulty Janáčkovy akademie múzických umění v Brně.

## Život a dílo
Ve volné tvorbě se od devadesátých let věnoval především sociálnímu fotografickému dokumentu (cykly Staré Bulharsko, Kláštery severní Bukoviny, Dokáď sa zpívá, Sekier, Severní moře, Mezi lesem a plesem, Brněnská předměstí, Tváří v tvář (Kosovo 2007). V současné době inklinuje spíše k výtvarnému dokumentu (cyklus Z Velké Moravy až do nepaměti a zpět). V profesionální fotografii je autorem expozice brněnského podzemí , v rozsáhlém nově otevřeném podzemí města Brna, přes deset let je výhradním fotografem Mezinárodního hudebního festivalu Brno a po stejnou dobu každoročně vytváří putovní výstavy k anketě Strom roku. V anketě Strom roku je dvanáct vybraných finalistů každoročně zahrnuto do putovní výstavy velkoformátových fotografií, které jsou vystavovány po celé ČR.
Je režisérem a scenáristou především duchovních dokumentárních filmů (Dědictví otců, Sedmipočetníci, Kláštery transylvánské, Moc a víra, Solovky).
V roce 2012 byl jmenován docentem dramatických umění. V roce 2016 byl zvolen děkanem Divadelní fakulty Janáčkovy akademie múzických umění v Brně, podruhé byl zvolen roku 2020.
V krajských volbách 2016 kandidoval v Jihomoravském kraji jako člen TOP 09 na kandidátce TOP 09 s podporou starostů a "Žít Brno", do krajského zastupitelstva, ale neuspěl.
Bydlí v Židlochovicích.